# Pincourt
Pincourt – miasto w Kanadzie, w prowincji Quebec, w regionie Montérégie i MRC Vaudreuil-Soulanges. Znajduje się na wyspie Île Perrot, która leży w archipelagu Archipel d’Hochelaga. Nazwa miasta zaczęła pojawiać się już pod koniec XVIII wieku jako określenie zachodniego wybrzeża wyspy Île Perrot (côte de Pincourt). Pochodzi ona prawdopodobnie od rosnących na wyspie sosen (fr. pins). Miasto połączone jest mostem Pont Taschereau z Vaudreuil-Dorion na stałym lądzie.
Liczba mieszkańców Pincourt wynosi 11 197. Język francuski jest językiem ojczystym dla 54,9%, angielski dla 35,0% mieszkańców (2006).